# 晴海カンナ
晴海 カンナ（はるみ かんな、1990年3月19日 - ）は、日本のAV女優。

## 略歴・人物
2009年にデビューしたロリ系AV女優である。

## 出演作品

### アダルトビデオ
2009年
- 初撮り FILE 20 （6月25日、HATSUDORI）
- 首都圏 援交 67 （8月1日、プレステージ）
- 不倫交際 ［CASE 02］ （8月1日、プレステージ）
- 素人「投稿」現場 投稿現場ファイル ［沖縄県某ホテル］ （8月1日、プレステージ）共演:みついあんな
- 今まで付き合った女性の中でオンリーワン!! 僕のかけがえのない童貞を捧げた元カノともう一度SEXがしたい!! （8月6日、SODクリエイト）オムニバス作品 他出演:伊藤優衣 ※「井上葉子」名義
- NAHAHAMEメンソーレ vol.02 （8月11日、プレステージ）共演:natsuha、みついあんな
- 初めてのAV出演。 2 （8月17日、S級素人）
- メガザーメン一発大量顔射! 3 水着ギャル編 （8月17日、レアル・ワークス）オムニバス作品 他出演:麻倉優、相澤しいら、大槻ひびき、沙希、秋元美由、朝岡リラ、望月愛衣、みついあんな、川村葵
- ミスキャンパス通信 File 14 （8月21日、プレステージ）
- 夏だビーチだナンパ祭だ! in 沖縄 （8月21日、プレステージ）オムニバス作品 他出演:稲見亜矢、真野夕菜、みついあんな
- アメスク 24 （8月21日、プレステージ）共演:松生彩
- 現役関西女子大生 （9月18日、S級素人）
- 生中出し女子校生4時間 8 （9月18日、BAZOOKA）オムニバス作品 他出演:矢沢るい、星島ちさ、長谷川ココ、優菜、石川鈴華、RICA、若葉くらら、麻倉憂、南りん
- スゴ〜く! 制服の似合う素敵な娘 （9月25日、オーロラプロジェクト）
- 素人コギャルHEAVEN 4時間 NEO 13 （9月25日、おかず。）オムニバス作品 他出演:麻倉憂、RUMIKA、紗奈 ほか
- あの超絶社員達よりもガードが固い“脱げない地方勤務社員”美しすぎる超純情女子社員4人組が脱いだ!? （10月8日、SODクリエイト）共演:山内裕子、牧田さくら、嶋根美佐 ※「井口晴美」名義
- サポ希望 13 練馬 （10月9日、I.B.WORKS）
- 調教×美少女 M （10月9日、アップス）
- いいなり。 兄貴の変態彼女…仮名カンナ 19才 （11月4日、チーム川崎）
- 不完全な飼育 （11月7日、HMJM）
- kira☆kira Festival 泥酔GALS☆集団中出し -海の家2009- （11月19日、kira☆kira）オムニバス作品 他出演:RUMI、MIKU、AYA、AZUSA ※「HARUKA」名義
- ネオロリ!！ 関西弁の似合う桃尻淫乱美少女HIP （11月25日、オーロラ・プロジェクト）
- 恋夜－。 〜第19章〜 （12月1日、プレステージ）
- Men's コンビニエンス 2 《性感エステ:手コキフェラED治療院》 （12月2日、チーム川崎）オムニバス作品 他出演:紗奈、桜みちる、葉月みお、長嶋知美、RUMIKA、麻倉憂
- AV女優ノンフィクション  「アカンっ、イクっ。」 （12月7日、オーロラ・プロジェクト）
- 上司の妹 （12月10日、プレステージ）
- ヤバ視 VOL.3 （12月20日、ピーターズ）オムニバス作品 他出演:小泉梨菜、村瀬優花、米倉真央、紗奈、鈴木ミント、乙井なずな
- 乳首をいじるだけでお漏らししてしまうだらしのないま●こ （12月25日、Fantasista）
- ナンパ即ハメ即デビュー!! （12月25日、Fantasista）オムニバス作品 他出演:ゆみ、ゆうこ、あやか、りな、さやか、まりな、なお ※「さとみ」名義
- 素人ギャルをお金を払わず思う存分ハメちゃいました!! （12月25日、Fantasista）オムニバス作品 他出演:メイ、リカ、ミナ ※「さとみ」名義

2010年
- 街角素人女子大生 〜池袋で見つけた女子大生3人組と乱交パーティ〜 （1月1日、EROS HEARTS）共演:愛川香織、山吹りこ
- 発禁寸前 File.15 （1月5日、NON） ※「木下のぞみ」名義
- 京都弁丸出し 田舎娘 3 （1月15日、S級素人）
- 生エロバイト .05 （1月22日、DOC）
- 泡姫天使 制服湯女 （1月25日、オーロラ・プロジェクト）
- 目指せ! 川崎! 素人千人斬り! 〜残り960人/1000人〜 （2月3日、チーム川崎）オムニバス作品 他出演:なあみ、ルミカ、知美、みお、はるか
- 息子の高校生の彼女を痴漢したら逆に惚れられちゃって困った （2月18日、ナチュラルハイ）オムニバス作品 他出演:宝生優果、松坂沙耶
- Viva JK （2月20日、ピーターズ）オムニバス作品 他出演:葉月みお、乙井なずな、夏川亜咲、村瀬優花、向坂美々 ほか
- 東京裏撮り女子校生 2 （2月26日、おかず。）オムニバス作品 他出演:るみか、まな
- 素人ギャルズ ［LEVEL A］ Ver.W （2月26日、EROTICA）オムニバス作品 他出演:橘ゆめみ、星島ちさ、高城ゆい、持田百恵、愛璃みい、桐生さくら、稲見亜矢、あづみ、秋元美由
- 今晩あなたの家に泊めさせてください。AV女優晴海カンナの田舎へエッチなアポなしお宅訪問 〜都会では絶対にできないハードで気持ちのイイHなミッションに挑戦〜 （3月18日、ディープス）
- 看護研修生の医療行為 （3月20日、ピーターズ）オムニバス作品 他出演:千夏ともか ほか
- 素人GALSお尻目線 お尻ばかりで110分 （3月25日、Fantasista）オムニバス作品 他出演:麻倉憂、みなみゆき、望月愛衣
- 生中出し 新入女子社員 9 （3月26日、BAZOOKA）オムニバス作品 他出演:茉莉花、安藤美沙、瀬奈涼、朝香涼
- いちごパンツしか見たくない!4時間 （4月23日、TMA）オムニバス作品 他出演:しずく、朝香涼、なのかひより、篠めぐみ、愛音まひろ
- ブルマ少女 拘束バイブ連続アクメ （4月23日、I.B.WORKS）オムニバス作品 他出演:なのかひより、ゆきのくるみ、宮崎美々、篠めぐみ、愛音まひろ、朝香涼 ほか
- 中出し巫女レイプ （5月7日、TMA）オムニバス作品 他出演:しずく、朝香涼、なのかひより、篠めぐみ、愛音まひろ

### イメージビデオ
- ピクシースマイル 中●生のぞみちゃん●才 （2009年11月19日、ミスター・インパクト） ※「のぞみ」名義